# Seznam ocenění a nominací Lady Bird
Toto je seznam ocenění a nominací filmu Lady Bird.

## Ocenění a nominace
| Ocenění                                       | Datum ceremoniálu  | Kategorie                                                | Nominovaný                            | Výsledek  |
| --------------------------------------------- | ------------------ | -------------------------------------------------------- | ------------------------------------- | --------- |
| AACTA International Awards                    | 6. ledna 2018      | Nejlepší film                                            | Lady Bird                             | nominace  |
| AACTA International Awards                    | 6. ledna 2018      | Nejlepší režisér                                         | Greta Gerwig                          | nominace  |
| AACTA International Awards                    | 6. ledna 2018      | Nejlepší herečka v hlavní roli                           | Saoirse Ronan                         | nominace  |
| AACTA International Awards                    | 6. ledna 2018      | Nejlepší herečka ve vedlejší roli                        | Laurie Metcalf                        | nominace  |
| AACTA International Awards                    | 6. ledna 2018      | Nejlepší scénář                                          | Greta Gerwig                          | nominace  |
| Alliance of Women Film Journalists            | 9. ledna 2018      | Nejlepší film                                            | Lady Bird                             | nominace  |
| Alliance of Women Film Journalists            | 9. ledna 2018      | Nejlepší režisér                                         | Greta Gerwig                          | nominace  |
| Alliance of Women Film Journalists            | 9. ledna 2018      | Nejlepší původní scénář                                  | Greta Gerwig                          | nominace  |
| Alliance of Women Film Journalists            | 9. ledna 2018      | Nejlepší herečka ve vedlejší roli                        | Laurie Metcalf                        | vítězství |
| Alliance of Women Film Journalists            | 9. ledna 2018      | Nejlepší režisérka                                       | Greta Gerwig                          | vítězství |
| Alliance of Women Film Journalists            | 9. ledna 2018      | Nejlepší scenáristka                                     | Greta Gerwig                          | vítězství |
| Alliance of Women Film Journalists            | 9. ledna 2018      | Ocenění pro ženy ve filmovém průmyslu                    | Greta Gerwig                          | nominace  |
| Americký filmový institut                     | 5. ledna 2018      | Nejlepších deset filmů roku 2017                         | Lady Bird                             | vítězství |
| Art Directors Guild Awards                    | 27. ledna 2018     | Nejlepší výprava – moderní film                          | Chris Jones                           | nominace  |
| Atlanta Film Critics Circle                   | 11. prosince 2017  | Nejlepší herečka ve vedlejší roli                        | Laurie Metcalf                        | vítězství |
| Atlanta Film Critics Circle                   | 11. prosince 2017  | Nejlepších deset filmů roku 2017                         | Lady Bird                             | vítězství |
| Austin Film Critics Association Awards        | 8. ledna 2018      | Nejlepších deset filmů roku 2017                         | Lady Bird                             | vítězství |
| Austin Film Critics Association Awards        | 8. ledna 2018      | Nejlepší režisér                                         | Greta Gerwig                          | nominace  |
| Austin Film Critics Association Awards        | 8. ledna 2018      | Nejlepší původní scénář                                  | Greta Gerwig                          | nominace  |
| Austin Film Critics Association Awards        | 8. ledna 2018      | Nejlepší herečka v hlavní roli                           | Saoirse Ronan                         | nominace  |
| Austin Film Critics Association Awards        | 8. ledna 2018      | Nejlepší herečka ve vedlejší roli                        | Laurie Metcalf                        | nominace  |
| Boston Society of Film Critics                | 11. prosince 2017  | Nejlepší scénář                                          | Greta Gerwig                          | vítězství |
| Boston Society of Film Critics                | 11. prosince 2017  | Nejlepší herečka ve vedlejší roli                        | Laurie Metcalf                        | vítězství |
| Boston Online Film Critics Association        | 9. prosince 2017   | Nejlepších deset filmů roku 2017                         | Lady Bird                             | 4. místo  |
| Boston Online Film Critics Association        | 9. prosince 2017   | Nejlepší herečka ve vedlejší roli                        | Laurie Metcalf                        | vítězství |
| Cena národní společnosti filmových kritiků    | 6. ledna 2018      | Nejlepší film                                            | Lady Bird                             | vítězství |
| Cena národní společnosti filmových kritiků    | 6. ledna 2018      | Nejlepší režisér                                         | Greta Gerwig                          | vítězství |
| Cena národní společnosti filmových kritiků    | 6. ledna 2018      | Nejlepší scénář                                          | Greta Gerwig                          | vítězství |
| Cena národní společnosti filmových kritiků    | 6. ledna 2018      | Nejlepší herečka v hlavní roli                           | Saoirse Ronan                         | 2. místo  |
| Cena národní společnosti filmových kritiků    | 6. ledna 2018      | Nejlepší herečka ve vedlejší roli                        | Laurie Metcalf                        | vítězství |
| Central Ohio Film Critics Association         | 4. ledna 2018      | Nejlepší film                                            | Lady Bird                             | vítězství |
| Central Ohio Film Critics Association         | 4. ledna 2018      | Nejlepší režisér                                         | Greta Gerwig                          | vítězství |
| Central Ohio Film Critics Association         | 4. ledna 2018      | Nejlepší původní scénář                                  | Greta Gerwig                          | vítězství |
| Central Ohio Film Critics Association         | 4. ledna 2018      | Nejlepší herečka v hlavní roli                           | Saoirse Ronan                         | 2. místo  |
| Central Ohio Film Critics Association         | 4. ledna 2018      | Nejlepší herečka ve vedlejší roli                        | Laurie Metcalf                        | vítězství |
| Central Ohio Film Critics Association         | 4. ledna 2018      | Nejlepší obsazení                                        | Lady Bird                             | vítězství |
| Central Ohio Film Critics Association         | 4. ledna 2018      | Herec roku (pro příkladnou práci)                        | Tracy Letts                           | vítězství |
| Central Ohio Film Critics Association         | 4. ledna 2018      | Herec roku (pro příkladnou práci)                        | Timothée Chalamet                     | nominace  |
| Central Ohio Film Critics Association         | 4. ledna 2018      | Objev roku                                               | Timothée Chalamet                     | nominace  |
| Central Ohio Film Critics Association         | 4. ledna 2018      | Objev roku                                               | Greta Gerwig                          | 2. místo  |
| Critics Choice Awards                         | 11. ledna 2018     | Nejlepší film                                            | Lady Bird                             | nominace  |
| Critics Choice Awards                         | 11. ledna 2018     | Nejlepší herečka v hlavní roli                           | Saoirse Ronan                         | nominace  |
| Critics Choice Awards                         | 11. ledna 2018     | Nejlepší herečka ve vedlejší roli                        | Laurie Metcalf                        | nominace  |
| Critics Choice Awards                         | 11. ledna 2018     | Nejlepší obsazení                                        | Lady Bird                             | nominace  |
| Critics Choice Awards                         | 11. ledna 2018     | Nejlepší režisér                                         | Greta Gerwig                          | nominace  |
| Critics Choice Awards                         | 11. ledna 2018     | Nejlepší původní scénář                                  | Greta Gerwig                          | nominace  |
| Critics Choice Awards                         | 11. ledna 2018     | Nejlepší komediální film                                 | Lady Bird                             | nominace  |
| Critics Choice Awards                         | 11. ledna 2018     | Nejlepší herečka v hlavní roli (komedie)                 | Saoirse Ronan                         | nominace  |
| Dallas–Fort Worth Film Critics Association    | 13. prosince 2017  | Nejlepší film                                            | Lady Bird                             | 3. místo  |
| Dallas–Fort Worth Film Critics Association    | 13. prosince 2017  | Nejlepší režisér                                         | Greta Gerwig                          | 2. místo  |
| Dallas–Fort Worth Film Critics Association    | 13. prosince 2017  | Nejlepší herečka v hlavní roli                           | Saoirse Ronan                         | 4. místo  |
| Dallas–Fort Worth Film Critics Association    | 13. prosince 2017  | Nejlepší herečka ve vedlejší roli                        | Laurie Metcalf                        | 2. místo  |
| Dallas–Fort Worth Film Critics Association    | 13. prosince 2017  | Nejlepší scénář                                          | Greta Gerwig                          | vítězství |
| Denver Film Critics Society                   | 15. ledna 2018     | Nejlepší film                                            | Lady Bird                             | vítězství |
| Denver Film Critics Society                   | 15. ledna 2018     | Nejlepší režisér                                         | Greta Gerwig                          | nominace  |
| Denver Film Critics Society                   | 15. ledna 2018     | Nejlepší původní scénář                                  | Greta Gerwig                          | nominace  |
| Denver Film Critics Society                   | 15. ledna 2018     | Nejlepší herečka v hlavní roli                           | Saoirse Ronan                         | vítězství |
| Denver Film Critics Society                   | 15. ledna 2018     | Nejlepší komedie                                         | Lady Bird                             | vítězství |
| Denver Film Critics Society                   | 15. ledna 2018     | Nejlepší herečka ve vedlejší roli                        | Laurie Metcalf                        | nominace  |
| Detroit Film Critics Society                  | 7. prosince 2017   | Nejlepší režisér                                         | Greta Gerwig                          | nominace  |
| Detroit Film Critics Society                  | 7. prosince 2017   | Nejlepší herečka v hlavní roli                           | Saoirse Ronan                         | nominace  |
| Detroit Film Critics Society                  | 7. prosince 2017   | Nejlepší herečka ve vedlejší roli                        | Laurie Metcalf                        | nominace  |
| Detroit Film Critics Society                  | 7. prosince 2017   | Nejlepší obsazení                                        | Lady Bird                             | nominace  |
| Detroit Film Critics Society                  | 7. prosince 2017   | Nejlepší scénář                                          | Greta Gerwig                          | nominace  |
| Gotham Awards                                 | 27. listopadu 2017 | Nejlepší herečka v hlavní roli                           | Saoirse Ronan                         | vítězství |
| Gotham Awards                                 | 27. listopadu 2017 | Nejlepší scénář                                          | Greta Gerwig                          | nominace  |
| Gotham Awards                                 | 27. listopadu 2017 | Objev roku - režie                                       | Greta Gerwig                          | nominace  |
| Filmová cena Britské akademie                 | 18. února 2018     | Nejlepší herečka v hlavní roli                           | Saoirse Ronan                         | nominace  |
| Filmová cena Britské akademie                 | 18. února 2018     | Nejlepší herečka ve vedlejší roli                        | Laurie Metcalf                        | nominace  |
| Filmová cena Britské akademie                 | 18. února 2018     | Nejlepší původní scénář                                  | Greta Gerwig                          | nominace  |
| Florida Film Critics Circle                   | 23. prosince 2017  | Nejlepší film                                            | Lady Bird                             | 2. místo  |
| Florida Film Critics Circle                   | 23. prosince 2017  | Nejlepší režisér                                         | Greta Gerwig                          | 2. místo  |
| Florida Film Critics Circle                   | 23. prosince 2017  | Nejlepší herečka v hlavní roli                           | Saoirse Ronan                         | nominace  |
| Florida Film Critics Circle                   | 23. prosince 2017  | Nejlepší herečka ve vedlejší roli                        | Laurie Metcalf                        | 2. místo  |
| Florida Film Critics Circle                   | 23. prosince 2017  | Nejlepší scénář                                          | Greta Gerwig                          | nominace  |
| Florida Film Critics Circle                   | 23. prosince 2017  | Objev roku                                               | Greta Gerwig                          | nominace  |
| Florida Film Critics Circle                   | 23. prosince 2017  | Nejlepší obsazení                                        | Lady Bird                             | nominace  |
| Hollywood Music in Media Awards               | 16. listopadu 2017 | Nejlepší hudba ve filmu                                  | Brian Ross                            | vítězství |
| Houston Film Critics Society                  | 6. ledna 2018      | Nejlepší film                                            | Lady Bird                             | vítězství |
| Houston Film Critics Society                  | 6. ledna 2018      | Nejlepší režisér                                         | Greta Gerwig                          | vítězství |
| Houston Film Critics Society                  | 6. ledna 2018      | Nejlepší herečka v hlavní roli                           | Saoirse Ronan                         | nominace  |
| Houston Film Critics Society                  | 6. ledna 2018      | Nejlepší herečka ve vedlejší roli                        | Laurie Metcalf                        | nominace  |
| Houston Film Critics Society                  | 6. ledna 2018      | Nejlepší scénář                                          | Greta Gerwig                          | vítězství |
| Chicago Film Critics Association              | 12. prosince 2017  | Nejlepší film                                            | Lady Bird                             | vítězství |
| Chicago Film Critics Association              | 12. prosince 2017  | Nejlepší režisér                                         | Greta Gerwig                          | nominace  |
| Chicago Film Critics Association              | 12. prosince 2017  | Nejlepší herečka v hlavní roli                           | Saoirse Ronan                         | vítězství |
| Chicago Film Critics Association              | 12. prosince 2017  | Nejlepší herečka ve vedlejší roli                        | Laurie Metcalf                        | vítězství |
| Chicago Film Critics Association              | 12. prosince 2017  | Nejlepší původní scénář                                  | Lady Bird                             | nominace  |
| Chicago Film Critics Association              | 12. prosince 2017  | Objev - filmař                                           | Greta Gerwig                          | vítězství |
| IGN Awards                                    | 19. prosince 2017  | Nejlepší film                                            | Lady Bird                             | nominace  |
| IGN Awards                                    | 19. prosince 2017  | Nejlepší komedie                                         | Lady Bird                             | nominace  |
| IGN Awards                                    | 19. prosince 2017  | Nejlepší herečka v hlavní roli                           | Saoirse Ronan                         | nominace  |
| IGN Awards                                    | 19. prosince 2017  | Nejlepší režisér                                         | Greta Gerwig                          | nominace  |
| Independent Spirit Awards                     | 3. března 2017     | Nejlepší film                                            | Lady Bird                             | nominace  |
| Independent Spirit Awards                     | 3. března 2017     | Nejlepší herečka v hlavní roli                           | Saoirse Ronan                         | nominace  |
| Independent Spirit Awards                     | 3. března 2017     | Nejlepší herečka ve vedlejší roli                        | Laurie Metcalf                        | nominace  |
| Independent Spirit Awards                     | 3. března 2017     | Nejlepší scénář                                          | Greta Gerwig                          | vítězství |
| Indiana Film Journalists Association          | 18. prosince 2017  | Nejlepší film                                            | Lady Bird                             | vítězství |
| Indiana Film Journalists Association          | 18. prosince 2017  | Nejlepší režisér                                         | Greta Gerwig                          | vítězství |
| Indiana Film Journalists Association          | 18. prosince 2017  | Nejlepší původní scénář                                  | Greta Gerwig                          | vítězství |
| Indiana Film Journalists Association          | 18. prosince 2017  | Nejlepší herečka v hlavní roli                           | Saoirse Ronan                         | vítězství |
| Indiana Film Journalists Association          | 18. prosince 2017  | Nejlepší herečka ve vedlejší roli                        | Laurie Metcalf                        | vítězství |
| IndieWire Critic's Poll                       | 19. prosince 2017  | Nejlepší film                                            | Lady Bird                             | 2. místo  |
| IndieWire Critic's Poll                       | 19. prosince 2017  | Nejlepší režisér                                         | Greta Gerwig                          | 3. místo  |
| IndieWire Critic's Poll                       | 19. prosince 2017  | Nejlepší herečka v hlavní roli                           | Saoirse Ronan                         | vítězství |
| IndieWire Critic's Poll                       | 19. prosince 2017  | Nejlepší herečka ve vedlejší roli                        | Laurie Metcalf                        | vítězství |
| IndieWire Critic's Poll                       | 19. prosince 2017  | Nejlepší scénář                                          | Greta Gerwig                          | 2. místo  |
| Iowa Film Critics Association                 | 9. ledna 2018      | Nejlepší film                                            | Lady Bird                             | vítězství |
| Iowa Film Critics Association                 | 9. ledna 2018      | Nejlepší režisér                                         | Greta Gerwig                          | vítězství |
| Iowa Film Critics Association                 | 9. ledna 2018      | Nejlepší herečka v hlavní roli                           | Saoirse Ronan                         | vítězství |
| Iowa Film Critics Association                 | 9. ledna 2018      | Nejlepší herečka ve vedlejší roli                        | Laurie Metcalf                        | vítězství |
| London Film Critics Circle                    | 28. ledna 2018     | Nejlepší film                                            | Lady Bird                             | nominace  |
| London Film Critics Circle                    | 28. ledna 2018     | Nejlepší herečka ve vedlejší roli                        | Laurie Metcalf                        | nominace  |
| London Film Critics Circle                    | 28. ledna 2018     | Nejlepší scénář                                          | Greta Gerwig                          | nominace  |
| London Film Critics Circle                    | 28. ledna 2018     | Nejlepší scénář                                          | Greta Gerwig                          | nominace  |
| London Film Critics Circle                    | 28. ledna 2018     | Nejlepší britská/irská herečka                           | Saoirse Ronan                         | nominace  |
| Los Angeles Film Critics Association          | 13. ledna 2018     | Nejlepší herečka ve vedlejší roli                        | Laurie Metcalf                        | vítězství |
| Los Angeles Film Critics Association          | 13. ledna 2018     | Ocenění pro novou generaci                               | Greta Gerwig                          | vítězství |
| Mezinárodní filmový festival v Palm Springs   | 2. ledna 2018      | Ocenění Desert Palm                                      | Saoirse Ronan                         | vítězství |
| Mill Valley Film Festival                     | 17. října 2017     | Stříbrné ocenění publika                                 | Greta Gerwig                          | vítězství |
| Mezinárodní filmový festival v Denveru        | 14. listopadu 2017 | Ocenění Rare Pearl                                       | Greta Gerwig                          | vítězství |
| New York Film Critics Circle                  | 3. ledna 2018      | Nejlepší herečka v hlavní roli                           | Saoirse Ronan                         | vítězství |
| New York Film Critics Circle                  | 3. ledna 2018      | Nejlepší film                                            | Lady Bird                             | vítězství |
| New York Film Critics Online                  | 10. prosince 2017  | Nejlepších deset filmů roku 2017                         | Lady Bird                             | vítězství |
| National Board of Review                      | 9. ledna 2018      | Nejlepší režisér                                         | Greta Gerwig                          | vítězství |
| National Board of Review                      | 9. ledna 2018      | Nejlepší herečka ve vedlejší roli                        | Laurie Metcalf                        | vítězství |
| National Board of Review                      | 9. ledna 2018      | Nejlepší snímek                                          | Lady Bird                             | vítězství |
| North Carolina Film Critics Association       | 2. ledna 2018      | Nejlepší původní režisér                                 | Greta Gerwig                          | nominace  |
| North Carolina Film Critics Association       | 2. ledna 2018      | Nejlepší herečka v hlavní roli                           | Saoirse Ronan                         | nominace  |
| North Carolina Film Critics Association       | 2. ledna 2018      | Nejlepší herečka ve vedlejší roli                        | Laurie Metcalf                        | vítězství |
| North Texas Film Critics Association          | 12. ledna 2018     | Nejlepší film                                            | Lady Bird                             | nominace  |
| North Texas Film Critics Association          | 12. ledna 2018     | Nejlepší režisér                                         | Greta Gerwig                          | nominace  |
| North Texas Film Critics Association          | 12. ledna 2018     | Nejlepší herečka v hlavní roli                           | Saoirse Ronan                         | nominace  |
| North Texas Film Critics Association          | 12. ledna 2018     | Nejlepší herečka ve vedlejší roli                        | Laurie Metcalf                        | vítězství |
| Online Film Critics Society                   | 28. prosince 2017  | Nejlepší snímek                                          | Lady Bird                             | nominace  |
| Online Film Critics Society                   | 28. prosince 2017  | Nejlepší režisér                                         | Greta Gerwig                          | nominace  |
| Online Film Critics Society                   | 28. prosince 2017  | Nejlepší herečka v hlavní roli                           | Saoirse Ronan                         | nominace  |
| Online Film Critics Society                   | 28. prosince 2017  | Nejlepší herečka ve vedlejší roli                        | Laurie Metcalf                        | vítězství |
| Online Film Critics Society                   | 28. prosince 2017  | Nejlepší původní scénář                                  | Greta Gerwig                          | nominace  |
| Online Film Critics Society                   | 28. prosince 2017  | Nejlepší obsazení                                        | Lady Bird                             | nominace  |
| Oscar                                         | 4. března 2018     | Nejlepší film                                            | Lady Bird                             | nominace  |
| Oscar                                         | 4. března 2018     | Nejlepší herečka v hlavní roli                           | Saoirse Ronan                         | nominace  |
| Oscar                                         | 4. března 2018     | Nejlepší herečka ve vedlejší roli                        | Laurie Metcalf                        | nominace  |
| Oscar                                         | 4. března 2018     | Nejlepší režisér                                         | Greta Gerwig                          | nominace  |
| Oscar                                         | 4. března 2018     | Nejlepší původní scénář                                  | Greta Gerwig                          | nominace  |
| Phoenix Film Critics Society                  | 19. prosince 2017  | Nejlepší film                                            | Lady Bird                             | nominace  |
| Phoenix Film Critics Society                  | 19. prosince 2017  | Nejlepší režisér                                         | Greta Gerwig                          | nominace  |
| Phoenix Film Critics Society                  | 19. prosince 2017  | Nejlepší herečka v hlavní roli                           | Saoirse Ronan                         | nominace  |
| Phoenix Film Critics Society                  | 19. prosince 2017  | Nejlepší herečka ve vedlejší roli                        | Laurie Metcalf                        | nominace  |
| Phoenix Critics Circle                        | 16. prosince 2017  | Nejlepší film                                            | Lady Bird                             | nominace  |
| Phoenix Critics Circle                        | 16. prosince 2017  | Nejlepší režisér                                         | Greta Gerwig                          | nominace  |
| Phoenix Critics Circle                        | 16. prosince 2017  | Nejlepší scénář                                          | Greta Gerwig                          | vítězství |
| Phoenix Critics Circle                        | 16. prosince 2017  | Nejlepší herečka v hlavní roli                           | Saoirse Ronan                         | nominace  |
| Phoenix Critics Circle                        | 16. prosince 2017  | Nejlepší herečka ve vedlejší roli                        | Laurie Metcalf                        | vítězství |
| Phoenix Critics Circle                        | 16. prosince 2017  | Nejlepší komedie                                         | Lady Bird                             | nominace  |
| Producers Guild of America Awards             | 20. ledna 2018     | Nejlepší producenti – film                               | Scott Rudin, Eli Bush a Evelyn O'Neil | nominace  |
| San Diego Film Critics Society                | 11. prosince 2017  | Nejlepší snímek                                          | Lady Bird                             | 2. místo  |
| San Diego Film Critics Society                | 11. prosince 2017  | Nejlepší režisér                                         | Greta Gerwig                          | vítězství |
| San Diego Film Critics Society                | 11. prosince 2017  | Nejlepší herečka v hlavní roli                           | Saoirse Ronan                         | nominace  |
| San Diego Film Critics Society                | 11. prosince 2017  | Nejlepší herečka ve vedlejší roli                        | Laurie Metcalf                        | vítězství |
| San Diego Film Critics Society                | 11. prosince 2017  | Nejlepší původní scénář                                  | Greta Gerwig                          | 2. místo  |
| San Diego Film Critics Society                | 11. prosince 2017  | Nejlepší obsazení                                        | Lady Bird                             | nominace  |
| San Diego Film Critics Society                | 11. prosince 2017  | Objev roku                                               | Greta Gerwig                          | nominace  |
| San Francisco Film Critics Circle             | 10. prosince 2017  | Nejlepší režisér                                         | Greta Gerwig                          | nominace  |
| San Francisco Film Critics Circle             | 10. prosince 2017  | Nejlepší herečka v hlavní roli                           | Saoirse Ronan                         | nominace  |
| San Francisco Film Critics Circle             | 10. prosince 2017  | Nejlepší herečka ve vedlejší roli                        | Laurie Metcalf                        | vítězství |
| San Francisco Film Critics Circle             | 10. prosince 2017  | Nejlepší původní scénář                                  | Greta Gerwig                          | nominace  |
| Screen Actors Guild Awards                    | 21. ledna 2018     | Nejlepší herečka v hlavní roli                           | Saoirse Ronan                         | nominace  |
| Screen Actors Guild Awards                    | 21. ledna 2018     | Nejlepší herečka ve vedlejší roli                        | Laurie Metcalf                        | nominace  |
| Screen Actors Guild Awards                    | 21. ledna 2018     | Nejlepší herecké obsazení                                | Lady Bird                             | nominace  |
| Seattle Film Critics Society                  | 18. prosince 2017  | Nejlepší film                                            | Lady Bird                             | nominace  |
| Seattle Film Critics Society                  | 18. prosince 2017  | Nejlepší režisér                                         | Greta Gerwig                          | nominace  |
| Seattle Film Critics Society                  | 18. prosince 2017  | Nejlepší herečka v hlavní roli                           | Saoirse Ronan                         | vítězství |
| Seattle Film Critics Society                  | 18. prosince 2017  | Nejlepší herečka ve vedlejší roli                        | Laurie Metcalf                        | vítězství |
| Seattle Film Critics Society                  | 18. prosince 2017  | Nejlepší původní scénář                                  | Greta Gerwig                          | vítězství |
| Seattle Film Critics Society                  | 18. prosince 2017  | Nejlepší střih                                           | Nick Houy                             | nominace  |
| Seattle Film Critics Society                  | 18. prosince 2017  | Nejlepší obsazení                                        | Obsazení Lady Bird                    | nominace  |
| Southeastern Film Critics Association         | 18. prosince 2017  | Nejlepší film                                            | Lady Bird                             | 4. místo  |
| Southeastern Film Critics Association         | 18. prosince 2017  | Nejlepší původní scénář                                  | Greta Gerwig                          | 2. místo  |
| Southeastern Film Critics Association         | 18. prosince 2017  | Nejlepší herečka ve vedlejší roli                        | Laurie Metcalf                        | vítězství |
| St.Louis Film Critics Association             | 17. prosince 2017  | Nejlepší herečka ve vedlejší roli                        | Laurie Metcalf                        | vítězství |
| St.Louis Film Critics Association             | 17. prosince 2017  | Nejlepší herečka v hlavní roli                           | Saoirse Ronan                         | nominace  |
| St.Louis Film Critics Association             | 17. prosince 2017  | Nejlepší film                                            | Lady Bird                             | nominace  |
| St.Louis Film Critics Association             | 17. prosince 2017  | Nejlepší režisér                                         | Greta Gerwig                          | nominace  |
| St.Louis Film Critics Association             | 17. prosince 2017  | Nejlepší původní scénář                                  | Greta Gerwig                          | 2. místo  |
| St.Louis Film Critics Association             | 17. prosince 2017  | Nejlepší scéna                                           | Lady Bird                             | 2. místo  |
| Satellite Awards                              | 10. února 2018     | Ocenění Auteur award                                     | Greta Gerwig                          | vítězství |
| Satellite Awards                              | 10. února 2018     | Nejlepší režisér                                         | Greta Gerwig                          | nominace  |
| Satellite Awards                              | 10. února 2018     | Nejlepší film                                            | Lady Bird                             | nominace  |
| Satellite Awards                              | 10. února 2018     | Nejlepší původní scénář                                  | Greta Gerwig                          | nominace  |
| Satellite Awards                              | 10. února 2018     | Nejlepší herečka v hlavní roli                           | Saoirse Ronan                         | nominace  |
| Satellite Awards                              | 10. února 2018     | Nejlepší herečka ve vedlejší roli                        | Laurie Metcalf                        | nominace  |
| Satellite Awards                              | 10. února 2018     | Nejlepší kamera                                          | Sam Levy                              | nominace  |
| Toronto Film Critics Association              | 11. prosince 2017  | Nejlepší režisér                                         | Greta Gerwig                          | vítězství |
| Toronto Film Critics Association              | 11. prosince 2017  | Nejlepší herečka ve vedlejší roli                        | Laurie Metcalf                        | vítězství |
| Utah Film Critics Association                 | 17. prosince 2017  | Nejlepší původní scénář                                  | Greta Gerwig                          | 2. místo  |
| Vancouver Film Critics Circle                 | 6. ledna 2018      | Nejlepší film                                            | Lady Bird                             | vítězství |
| Vancouver Film Critics Circle                 | 6. ledna 2018      | Nejlepší režisér                                         | Greta Gerwig                          | nominace  |
| Vancouver Film Critics Circle                 | 6. ledna 2018      | Nejlepší herečka v hlavní roli                           | Saoirse Ronan                         | vítězství |
| Vancouver Film Critics Circle                 | 6. ledna 2018      | Nejlepší herečka ve vedlejší roli                        | Laurie Metcalf                        | vítězství |
| Vancouver Film Critics Circle                 | 6. ledna 2018      | Nejlepší původní scénář                                  | Greta Gerwig                          | nominace  |
| Washington D.C. Area Film Critics Association | 8. prosince 2017   | Nejlepší film                                            | Lady Bird                             | nominace  |
| Washington D.C. Area Film Critics Association | 8. prosince 2017   | Nejlepší režisér                                         | Greta Gerwig                          | nominace  |
| Washington D.C. Area Film Critics Association | 8. prosince 2017   | Nejlepší herečka v hlavní roli                           | Saoirse Ronan                         | nominace  |
| Washington D.C. Area Film Critics Association | 8. prosince 2017   | Nejlepší herečka ve vedlejší roli                        | Laurie Metcalf                        | vítězství |
| Washington D.C. Area Film Critics Association | 8. prosince 2017   | Nejlepší původní scénář                                  | Greta Gerwig                          | vítězství |
| Women Film Critics Circle                     | 17. prosince 2017  | Nejlepší film o ženách                                   | Lady Bird                             | vítězství |
| Women Film Critics Circle                     | 17. prosince 2017  | Nejlepší film, vytvořený ženou                           | Lady Bird                             | vítězství |
| Women Film Critics Circle                     | 17. prosince 2017  | Nejlepší žena, která vypráví příběh                      | Greta Gerwig                          | vítězství |
| Women Film Critics Circle                     | 17. prosince 2017  | Nejlepší herečka v hlavní roli                           | Saoirse Ronan                         | nominace  |
| Writers Guild of America Award                | 11. února 2018     | Nejlepší původní scénář                                  | Greta Gerwig                          | nominace  |
| Zlatý glóbus                                  | 7. ledna 2018      | Nejlepší film (komedie nebo muzikál)                     | Lady Bird                             | vítězství |
| Zlatý glóbus                                  | 7. ledna 2018      | Nejlepší herečka v hlavní roli (komedie nebo muzikál)    | Saoirse Ronan                         | vítězství |
| Zlatý glóbus                                  | 7. ledna 2018      | Nejlepší herečka ve vedlejší roli (komedie nebo muzikál) | Laurie Metcalf                        | nominace  |
| Zlatý glóbus                                  | 7. ledna 2018      | Nejlepší scénář                                          | Greta Gerwig                          | nominace  |